# Zvonko Lah
Zvonko Lah, slovenski politik in strojni tehnik, * 21. januar 1958, Novo mesto.

## Življenjepis

### Politika
V času 5. državnega zbora Republike Slovenije, član Slovenske demokratske stranke, je bil član naslednjih delovnih teles:
- Komisija za poslovnik (podpredsednik)
- Odbor za Odbor za lokalno samoupravo in regionalni razvoj (član)
- Odbor za okolje in prostor (član)
- Odbor za promet (član)

Na državnozborskih volitvah leta 2011 je kandidiral na listi SDS in tudi pridobil mandat poslanca 7. državnega zbora Republike Slovenije. Predhodno je bil tudi župan občine Mirna Peč, a mu je 21. decembra 2011 s potrditvijo poslanskega mandata avtomatično prenehala ta funkcija. Avgusta 2016 je izstopil iz stranke in poslanske skupine SDS, februarja 2017 je prestopil v poslansko skupino NSi ter iz nje izstopil 4. aprila 2018.
Pred državnozborskimi volitvami 2018 je prestopil v stranko Zeleni Slovenije in na listi stranke kandidiral na volitvah. Na državnozborskih volitvah 2022 je kandidiral na listi gibanja Povežimo Slovenijo, ki so se mu Zeleni priključili skupaj s 4 drugimi strankami. Trenutno je podpredsednik neparlamentarne stranke Zeleni Slovenije.